# 20837 Ramanlal
20837 Ramanlal è un asteroide della fascia principale. Scoperto nel 2000, presenta un'orbita caratterizzata da un semiasse maggiore pari a 2,8764040 UA e da un'eccentricità di 0,1085477, inclinata di 2,90104° rispetto all'eclittica.